# 専門学校ESPエンタテインメント東京
専門学校ESPエンタテインメント東京（イーエスピーエンタテインメエントトウキョウ）は、東京都新宿区にある学校法人イーエスピー学園が運営するエンタテイメント教育の専門学校。

## 概要
日本のギターメーカー、イーエスピーの教育部門として設立、開校。
開校当時はギタークラフトマン、リペアマン養成の1学科のみだったが、現在はアーティスト育成に関わるコースを展開する音楽アーティスト科、声優・俳優といった役者を育成する声優芸能科、PAや照明、レコーディングエンジニア、ローディー等の技術スタッフや、マネージャーや企画運営スタッフ等を育成する音楽芸能スタッフ科、ピアノ調律師を育成するピアノ調律科、管楽器のリぺアマンを育成する管楽器リペア科、そしてギタークラフトマン、リペアマンを育成するギタークラフト科の、6学科25コースを展開する、音楽・芸能の教育に関する総合校として運営されている。

## 沿革
- 1983年 イーエスピーにより、ギタークラフトマン、リペアマン養成を目的とする日本ギター製作学院（1年制）を設立する。
- 1985年 ピアノ調律師、管楽器リペア技術者の養成を目的とする日本ピアノ調律師養成学院（1年制）を設立する。
- 1986年 東京都新宿区下落合に新校舎完成。日本ギター製作学院と日本ピアノ調律師養成学院を移転させる。
- 1987年 日本ギター製作学院と日本ピアノ調律師養成学院を合併し専門学校ESPミュージカルアカデミーとして専修学校の設置の申請し認可される。
- 2018年 専門学校ESPミュージカルアカデミーを専門学校ESPエンタテインメント東京に校名変更。

## 設置学科
- 音楽アーティスト科
  - ギターヴォーカルコース
  - ヴォーカルコース
  - シンガーソングライターコース
  - ギターコース
  - ベースコース
  - ドラムコース
  - サウンドクリエイターコース
  - ダンスヴォーカルコース
- 声優芸能科
  - 声優養成コース
  - 俳優養成コース
- 音楽芸能スタッフ科
  - アーティストスタッフコース
  - レコーディングコース
  - PA＆レコーディングコース
  - PAコース
  - 照明コース
  - ローディーコース
  - 舞台製作コース
  - 企画制作コース
  - 音楽スタッフ総合コース
- ギタークラフト科
  - ギター製作総合コース（3年制）
    - ギター製作専攻、ギターリペア専攻、アンプ・エフェクター専攻、ギターデザイン専攻

  - ギター製作コース（2年制）
- ピアノ調律科
  - ピアノ調律コース
  - ピアノ・管楽器コース
- 管楽器リペア科
  - 管楽器リペアコース
  - 管・打楽器リペアコース

## 所在地
- 東京都新宿区高田馬場3-3-19

## 主な出身者
- ATSUSHI（EXILE）
- TAKA（DEEP）
- KEISEI（DEEP）
- KAZUKI（DOBERMAN INFINITY）
- Tomoya（英語版）（ONE OK ROCK）
- Jose（TOTALFAT）
- GODRi（SiM）
- Keita（SABLE HILLS）
- yuri（Gacharic Spin）
- りゅーいち（シンガーズハイ）
- ほりたいが（シンガーズハイ）
- 河村友雪（0.1gの誤算）
- 眞崎大輔（0.1gの誤算）
- RYO （ニューロティカ）
- けんた（ケプラ）
- 堀胃あげは（黒子首）
- みと（黒子首）
- 田中そい光（黒子首）
- 前田 竜希（I's）
- 藤田リュウジ（ホタルライトヒルズバンド）
- 徳田直之（ホタルライトヒルズバンド）
- ハキイ。（桃色ドロシー）
- 来夢（kNeon）
- 凪希（HAGANE）
- あかり（音莉飴）
- さとう。
- 青い
- Keyz
- Gendy
- 加賀爪タッド（音楽プロデューサー、ボーカリスト、ギタリスト、作詞作曲家、編曲家）
- 菅谷豊
- 張替智広（キンモクセイ）
- 長谷川淳
- 藤本健一
- 山本朝海
- 山口美代子
- 荒井麻珠
- 林部智史
- 山本唯太
- 松浦航大
- ナたんとウたん（YouTuber）
- 小原莉子（声優、RAISE A SUILEN）
- 夏芽（ドラマー、声優、RAISE A SUILEN）
- 新祐樹（声優）
- 弘松芹香（声優）
- 本多大夢（ROIROM）

## 関連する資格
- 舞台機構調整技能士
- ピアノ調律技能士
- ウェブデザイン技能士
- MIDI検定
- サウンドレコーディング技術認定試験
- 色彩検定
- 秘書技能検定
- 専門士